# USS Gwin (DD-433)
Pour les articles homonymes, voir USS Gwin.
L'USS Gwin (DD-433) est un destroyer de classe Gleaves en service dans la Marine des États-Unis pendant la Seconde Guerre mondiale. Il fut le troisième navire nommé en l'honneur du Lieutenant commander William Gwin (en), un officier de la guerre de Sécession commandant des bateaux fluviaux contre les forces confédérées en Alabama.
Il fut lancé le 25 mai 1940 par le chantier Boston Navy Yard; parrainé par Mme Jesse T. Lippincott, cousin germain de William Gwin. Le destroyer fut commissionné à Boston le 15 janvier 1941, commandé par le Lieutenant J. M. Higgins.
Le Gwin fut coulé par une torpille tirée d'un destroyer japonais pendant la bataille de Kolombangara, lors de la campagne des îles Salomon en juillet 1943.

## Historique
Après la fin de sa période de formation en avril 1941, il subit quelques modifications finales au chantier de Boston Navy Yard, avant de mener une patrouille de neutralité en mer des Caraïbes. Le 28 septembre 1941, il effectue une patrouille dans l'Atlantique Nord depuis sa base de Hvalfjörður, en Islande. Au début de février 1942, il retourne à San Francisco, en Californie, en passant par le canal de Panama.

### Opérations dans le théâtre du Pacifique

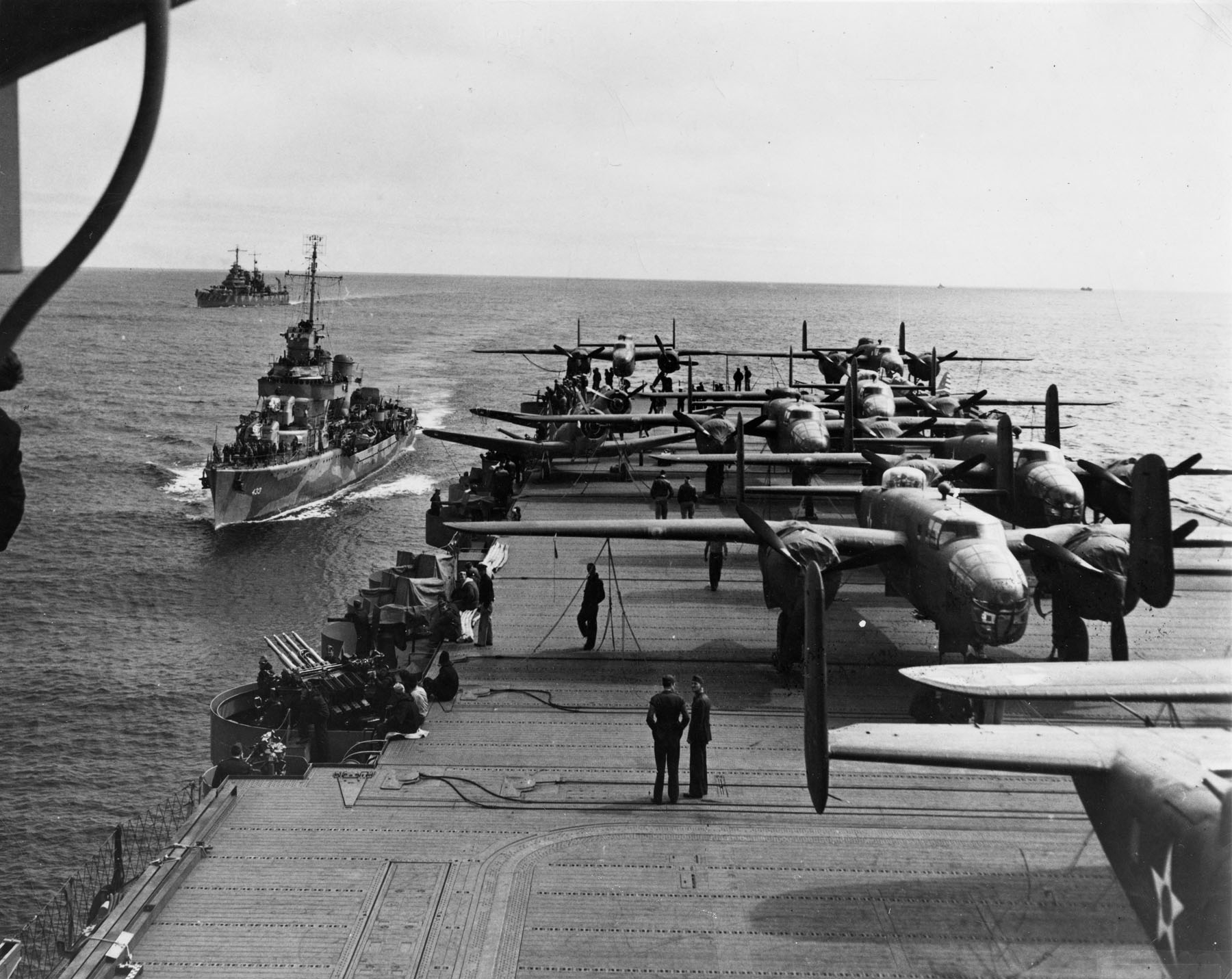
L'USS Gwin au côté de l' lors du raid de Doolittle, en 1942.

Le 3 avril 1942, le destroyer quitte la baie de San Francisco en tant qu'unité d'escorte du porte-avions Hornet, transportant 16 bombardiers B-25 de l'armée qui doivent être lancés sur Tokyo. Après le raid, la Task Force composé notamment du porte-avions Enterprise de l'amiral William F. Halsey se replie à Pearl Harbor, avant d'essayer de rejoindre les porte-avions Yorktown et Lexington pour la bataille de la mer de corail. Mais celle-ci se termine avant l'arrivée des renforts, et le Gwin retourne à Pearl Harbor le 21 mai pour des préparatifs en vue de la bataille cruciale pour l'atoll de Midway.

### Bataille de Midway
En mai, le Gwin effectue un aller-retour à Midway en compagnie d'une force de l'United States Marine Corps. Le 2 juin, il prend la mer pour rejoindre la Task Force 38 à l'approche de Midway. À son arrivée le 5 juin, la bataille est quasi terminée et le Gwin envoie une équipe de sauvetage pour tenter de sauver le porte-avions Yorktown, lourdement endommagé par deux bombes et deux coups de torpilles lors de la bataille. Le destroyer USS Hammann envoyé également sur zone sera torpillé par un sous-marin japonais. Le Gwin secourut au total 102 membres d'équipage des deux navires, atteignant Pearl Harbor le 10 juin 1942.

### Guadalcanal
Le Gwin quitte Pearl Harbor le 15 juillet 1942 pour opérer dans la zone de Guadalcanal, dans les Salomon, y arrivant début août 1942. Les mois suivants, le Gwin transporte des troupes vers Guadalcanal. Rejoignant une Task Force de croiseurs-destroyers, il patrouilla dans le détroit de Nouvelle-Géorgie pour intercepter les "Tokyo Express", des navires de transports de troupes et de guerre soutenant les bases japonaises dans les îles Salomon.
Le 13 novembre 1942, le Gwin et trois autres destroyers se rassemblent avec les cuirassés South Dakota et Washington pour intercepter une force de bombardement/transport ennemie approchant les Salomon. La nuit suivante, la Task Force localisa l'ennemi au large de l'île de Savo, comprenant le cuirassé Kirishima, quatre croiseurs, 11 destroyers et quatre transports. S'ensuit la bataille navale de Guadalcanal. Le Gwin et quatre autres destroyers engagèrent un duel contre le croiseur léger Nagara et deux destroyers japonais, les Ayanami et Uranami. Bien qu'endommagé par deux obus et secoué par l'explosion des charges de profondeur, il tenta d'escorter le Benham jusqu'à Espiritu Santo, dans les Nouvelles-Hébrides. Mais l'opération échoua, le destroyer fut sabordé et ses survivants furent secourus puis débarqués le 20 novembre à Nouméa, en Nouvelle-Calédonie. Le Gwin fut ensuite acheminé vers Hawaï puis au Mare Island Naval Shipyard qu'il atteignit le 19 décembre 1942.

### Dernières actions dans les îles Salomon
Après ses réparations, le destroyer revient dans le Pacifique du sud-ouest le 7 avril 1943, escortant des renforts de troupes et des approvisionnements dans les Solomons. Le 30 juin, il sert avec la force d'assaut amphibie convergeant vers la Nouvelle-Géorgie, sous la direction du Rear admiral Richmond K. Turner, où il soutient les débarquements sur la côte nord de l'île de Rendova. Au moment du débarquement, le Gwin est touché par un obus des batteries côtières japonaises de l'île, explosant sur le pont principal à l'arrière, tuant trois hommes, en blessant sept et provoquant l'arrêt des moteurs. Les batteries côtières ennemies furent détruites après la pose d'un écran de fumée par le Gwin, protégeant les transports de déchargement. Au cours du raid aérien qui s'ensuivit, ses artilleurs abattirent trois avions japonais.

### Naufrage
Le Gwin escorte des renforts de Guadalcanal à Rendova, puis fait route vers le détroit de Nouvelle-Géorgie le 7 juillet, où il sauve 87 survivants du croiseur Helena, coulé lors de la bataille du golfe de Kula. Il rejoint ensuite une Task Force de croiseurs-destroyers dirigé par le Rear Admiral Walden L. Ainsworth pour intercepter un "Tokyo Express", traversant les îles Salomon pour débarquer des troupes à Vila. S'ensuit la bataille de Kolombangara, qui commença dans les premières heures du 13 juillet 1943. Au cours de l'affrontement, le Gwin reçut un coup de torpille au milieu du navire qui explosa dans sa salle des machines. Le destroyer américain Ralph Talbot dépêché sur place secourut les survivants avant de l'envoyer par le fond pour éviter qu'il ne tombe entre les mains de l'ennemi. Deux officiers et 59 hommes d'équipage périrent dans ces attaques.

## Décorations
Le Gwin a reçu cinq battle stars pour son service pendant la Seconde Guerre mondiale.